# Rhinns Point
Rhinns Point är en udde i Storbritannien.   Den ligger i kommunen Argyll and Bute och riksdelen Skottland, i den västra delen av landet, 600 km nordväst om huvudstaden London. Rhinns Point ligger på ön Islay.
Terrängen inåt land är platt. Havet är nära Rhinns Point åt sydväst.